# 다마키정
다마키정(일본어: 玉城町)은 일본 미에현 와타라이군의 정이다. 다마루정, 소토시로타촌, 시모소토시로타촌, 아리타촌의 합병으로 탄생했다.
이세시와 인접하고 있어 과거 다마루는 이세 신궁 참궁객이 지나는 길에 있는 역참 마을로 번화했다.

## 인접한 자치체
- 이세시
- 다키군 다키정, 메이와정
- 와타라이군 와타라이정

## 인구
| 연도 | 인구   | ±%     |
| ---- | ------ | ------ |
| 1960 | 10,786 | —      |
| 1970 | 10,482 | −2.8%  |
| 1980 | 11,643 | +11.1% |
| 1990 | 12,348 | +6.1%  |
| 2000 | 14,284 | +15.7% |
| 2010 | 15,300 | +7.1%  |

## 교통

### 철도
- 도카이 여객철도 산구선
  - (← 다키정 도키다역) - 다마루역 - (이세시 미야가와역 →)

### 도로
- 이세 자동차도(일본어판)